# Klemens Białecki

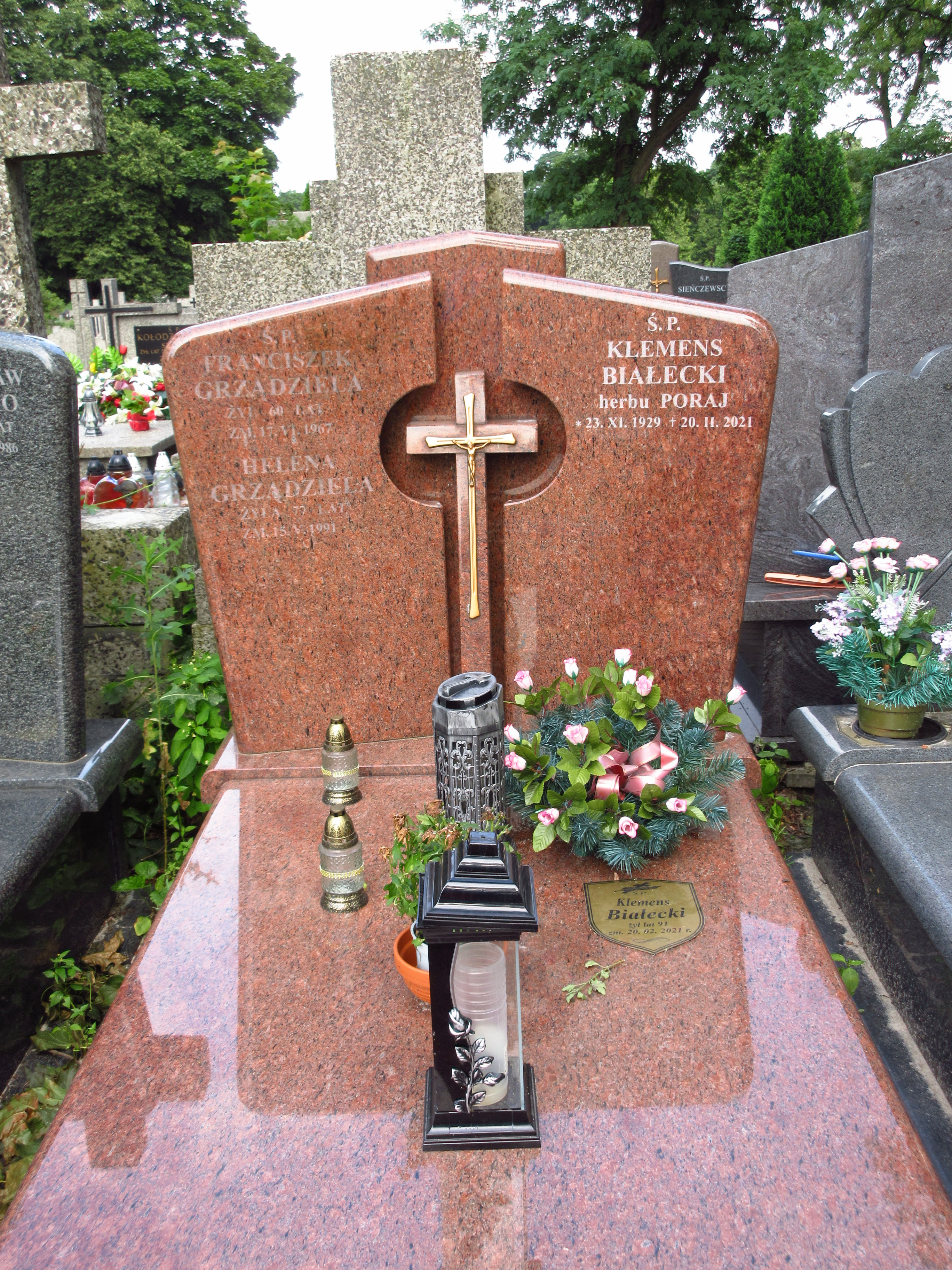
Grób profesora Klemensa Białeckiego na Cmentarzu Bródnowskim

Klemens Paweł Białecki (ur. 23 listopada 1929 w Kowlu na Wołyniu, zm. 20 lutego 2021) – polski ekonomista, prof. dr hab.

## Życiorys
15 marca 1961 obronił pracę doktorską Problematyka popierania eksportu w krajach kapitalistycznych, w 1967 uzyskał stopień doktora habilitowanego. W 1973 uzyskał tytuł profesora nauk ekonomicznych.
Pracował w Instytucie Międzynarodowego Zarządzania i Marketingu Kolegium Gospodarki Światowej Szkoły Głównej Handlowej w Warszawie, Instytucie Organizacji i Zarządzania w Przemyśle „Orgmasz”, Wyższej Szkole Zarządzania – The Polish Open University, Wyższej Szkole Współpracy Międzynarodowej i Regionalnej im. Zygmunta Glogera w Wołominie, Wyższej Szkole Handlowej w Radomiu.
W SGH był w latach 1967–1999 kierownikiem Katedry Organizacji i Techniki Handlu Zagranicznego, przekształconej w działający na Wydziale HZ SGPiS Instytut Ekonomiki i Organizacji Przedsiębiorstw Handlu Zagranicznego, który później funkcjonował jako Instytutu Marketingu Międzynarodowego. W latach 1968–1971 był prodziekanem, a w latach 1971–1972 dziekanem Wydziału Handlu Zagranicznego SGPiS.
W latach 1983–1986 był członkiem Rady Głównej Nauki i Szkolnictwa Wyższego, a w latach 1986–1990 pełnił funkcję jej przewodniczącego.
Był kierownikiem w Katedrze Biznesu Międzynarodowego na Wydziale Ekonomii i Zarządzania Wyższej Szkole Handlu i Prawa im. Ryszarda Łazarskiego w Warszawie.
Jest autorem (lub współautorem) ponad 30 monografii i podręczników, z których większość miała po kilka wydań.
Wypromował 38 doktorów, jak też ponad 3000 magistrów i licencjatów oraz ponad 70 studentów, którzy uzyskali dyplom MBA.
Pochowany w grobie rodzinnym na cmentarzu Bródnowskim w Warszawie.